# Аста
А́ста — напівпрозора бавовняна тканина.
Аста є середньо міцною тканиною. Її застосовують у пряжі посиленого прокручування (більш жорсткішого, ніж пряжа звичайного прокручування), що, у свою чергу, надає цій тканині додаткової пружності та гладкості, знижує ризик ум'ятості. Аста випускається звичайним набивним (нашитим) візерунком. Ширина в середньому 73 см. Застосовується для літніх жіночних суконь та дитячих суконь. Температура прання асти тотожна до бавовняних тканин. 